# Токмаков, Евгений Петрович
Евгений Петрович Токмаков (1916—2010) — майор Советской Армии, участник Великой Отечественной войны, Герой Советского Союза (1944).

## Биография
Евгений Токмаков родился 29 сентября 1916 года в городе Чита. В 1939 году он окончил лётную школу Гражданского воздушного флота, после чего проживал в Караганде, работал пилотом гражданской авиации. В 1941 году Токмаков был призван на службу в Рабоче-крестьянскую Красную армию. С июня 1942 года — на фронтах Великой Отечественной войны.
К ноябрю 1943 года капитан Евгений Токмаков был заместителем командира эскадрильи 72-го разведывательного авиаполка 6-й воздушной армии Северо-Западного фронта. К тому времени он совершил 129 боевых вылетов на воздушную разведку важных объектов и скоплений боевой техники и живой силы противника.
Указом Президиума Верховного Совета СССР от 13 апреля 1944 года капитан Евгений Токмаков был удостоен высокого звания Героя Советского Союза с вручением ордена Ленина и медали «Золотая Звезда».
В 1946 году в звании майора Токмаков был уволен в запас. Проживал и работал во Львове. В 1953 году окончил Львовский торгово-экономический институт. Долгое время работал начальником Львовского областного управления промышленности и продовольственных товаров, начальником Львовского областного управления пищевой промышленности.

## Награды и звания
- Звание Герой Советского Союза (Указ Президиума Верховного Совета СССР от 13 апреля 1944 года):
  - орден Ленина,
  - медаль «Золотая Звезда»;
- Украинский орден Богдана Хмельницкого III степени (5.05.1999)[2];
- орден Октябрьской Революции
- орден Красного Знамени (приказ Военного совета Северо-Западного фронта № 025/н от 13 января 1943 года);
- орден Красного Знамени (приказ Военного совета Северо-Западного фронта № 0300/н от 23 марта 1943 года);
- орден Красного Знамени (приказ Военного совета 16-й воздушной армии № 188/н от 6 февраля 1945 года);
- орден Александра Невского (приказ Военного совета 16-й воздушной армии № 235/н от 4 июня 1945 года);
- орден Отечественной войны I степени (приказ командующего 6-й воздушной армией № 0111/н от 16 июля 1943 года);
- орден Отечественной войны I степени (Указ Президиума Верховного Совета СССР от 11 марта 1985 года);
- Орден Дружбы народов (17.03.1981);
- медаль «За победу над Германией в Великой Отечественной войне 1941—1945 гг.» (Указ Президиума Верховного Совета СССР от 9 мая 1945 года);
- другие медали[1].